# So kämpfet nun, ihr muntern Töne

So kämpfet nun, ihr muntern Töne (Combattez donc, accents joyeux), BWV Anh. 10, est une cantate profane de Johann Sebastian Bach destinée à célébrer en 1731 le soixante-sixième anniversaire du comte Joachim Friedrich von Flemming, général de cavalerie commandant la place de Leipzig. Le livret de Picander a été conservé et atteste ainsi l'existence de cette cantate alors que la musique est perdue.
Ce livret permet de penser que le chœur introductif a été repris dans la sixième cantate de l'Oratorio de Noël (BWV 248/6) et que la dernière partie fut parodiée dans la cantate BWV 201.

## Sources
- Gilles Cantagrel, Les cantates de J.-S. Bach, Paris, Fayard, mars 2010, 1665 p.  (ISBN 978-2-213-64434-9)
- (en) Cantate BWV Anh. 10 sur Bach-cantatas.com